# Lomnice (district de Sokolov)
Pour les articles homonymes, voir Lomnice.
Lomnice (en allemand : Lanz) est une commune du district de Sokolov, dans la région de Karlovy Vary, en République tchèque. Sa population s'élevait à 1 345 habitants en 2020.

## Géographie
Lomnice se trouve à 5 km au nord-ouest du centre de Sokolov, à 18 km à l'ouest-sud-ouest de Karlovy Vary et à 130 km à l'ouest-nord-ouest de Prague.
La commune est limitée par Dolní Nivy au nord, par Vintířov et Královské Poříčí à l'est, par Svatava au sud et par Josefov à l'ouest.

## Histoire
La première mention écrite de la localité date de 1339.